# Bacoli
Bacoli es un municipio italiano localizado en la ciudad metropolitana de Nápoles, región de Campania. Cuenta con 26.404 habitantes en 13,47 km².
El territorio municipal contiene las frazioni (subdivisiones) de Bayas (parte), Cabo Miseno, Cappella, Cumas (parte), Faro, Fusaro, Miliscola, Miseno (parte), Scalandrone y Torregaveta. Limita con los municipios de Monte di Procida y Pozzuoli.
Bacoli se halla en la costa occidental del golfo de Pozzuoli. Bacoli (la antigua Bauli), algo al sur de Bayas fue sede de numerosa villas patricias.
Algunos autores hacen derivar su nombre, sin ningún fundamento, de Boaúlia, y dicen que Hércules tuvo allí una fuerte relación.

## Historia
Entre los personajes famosos que tuvieron una villa en Bacoli están: el orador Hortensio (del que pasó a Antonia, la mujer de Druso); Cicerón; Agripina y su hijo Nerón. En una colina próxima había un gran depósito subterráneo de agua probablemente para abastecer a la flota de Miseno, al que hoy se llama la Piscina mirabilis
En tiempos de Teodosio aún era un lugar de ricas villas romanas, pero después ya no se menciona más y quedó unida a Bayas y siguió su suerte.
Un pueblo moderno, Bacolo, podría haber conservado el nombre.

## Restos romanos

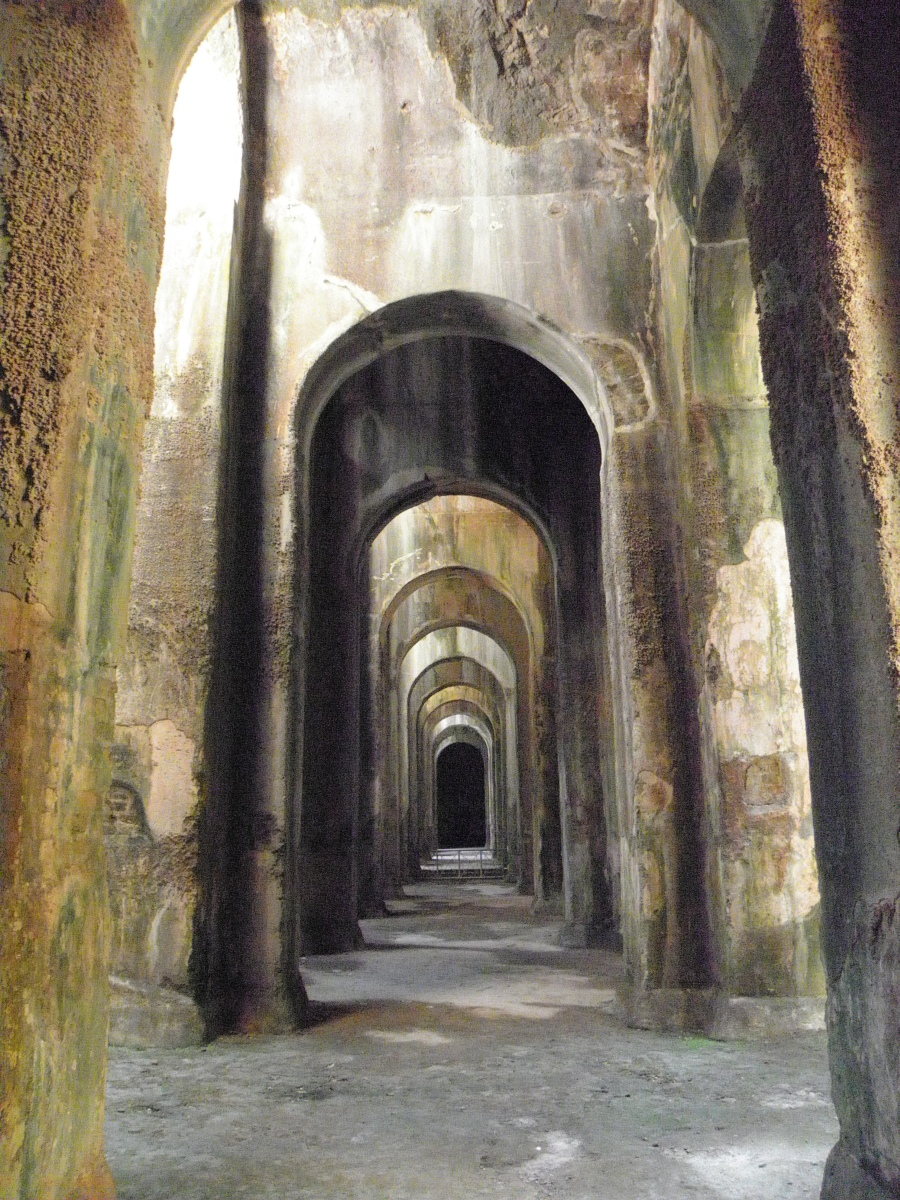
Piscina mirabilis.

Con el nombre de sepulcro de Agripina (que fue efectivamente sepultada, según Tácito, en una modesta tumba a lo largo del camino de Bayas a Miseno) son conocidos inmediatamente al norte de Bacoli, los restos de un edificio en hemiciclo decorado por columnas y estucos que formaba parte de una gran villa romana, hoy en gran parte desaparecida. El edificio parece surgir en época augustal como odeón, es decir, un pequeño teatro para espectáculos sobre todo musicales, pero que luego fue transformado en un ninfeo, o más bien en un teatro ninfeo, en el que las representaciones teatrales, musicales o de otro tipo podían unirse a espectáculos de agua.
Sobre la altura de la actual población de Bacoli las construcciones denominadas Cien habitaciones (o también prisiones de Nerón) forman parte de una gran villa, generalmente reconocida como una célebre villa imperial (anteriormente en el siglo I a. C. propiedad el orador Hortensio), en la que Vespasiano se dedicaba con entusiasmo a la cría de peces, suscitando la ironía del poeta Marcial.

Las Cien habitaciones constaban de dos edificios independientes de distinta época. El del nivel superior es una cisterna de agua cavada en la toba y subdividida en cuatro corredores paralelos cubiertos con bóveda y comunicados entre sí mediante arcadas. Sobre la cisterna hay una terraza pavimentada con polvo de ladrillo y argamasa (opus signinum), muy resistente a la humedad.

En un nivel más bajo hay una serie de galerías que cruzan en ángulo recto. El revestimiento en polvo de ladrillo de las paredes también hace suponer para ellas la función de depósitos de agua, probablemente de la villa anterior a la época imperial.

## Galería

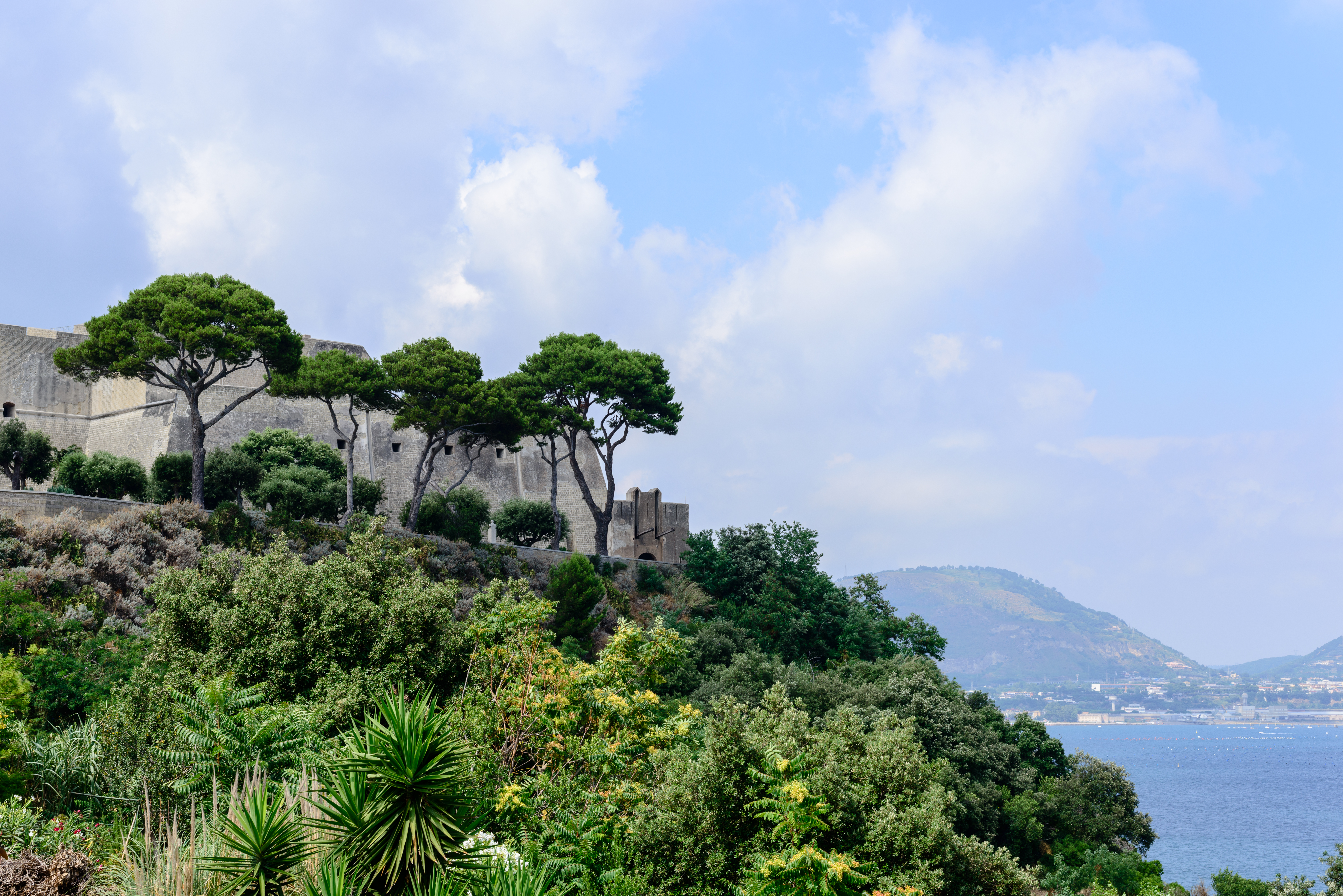
El Castillo Aragonés de Bayas, que alberga el Museo Arqueológico de los Campos Flegreos.
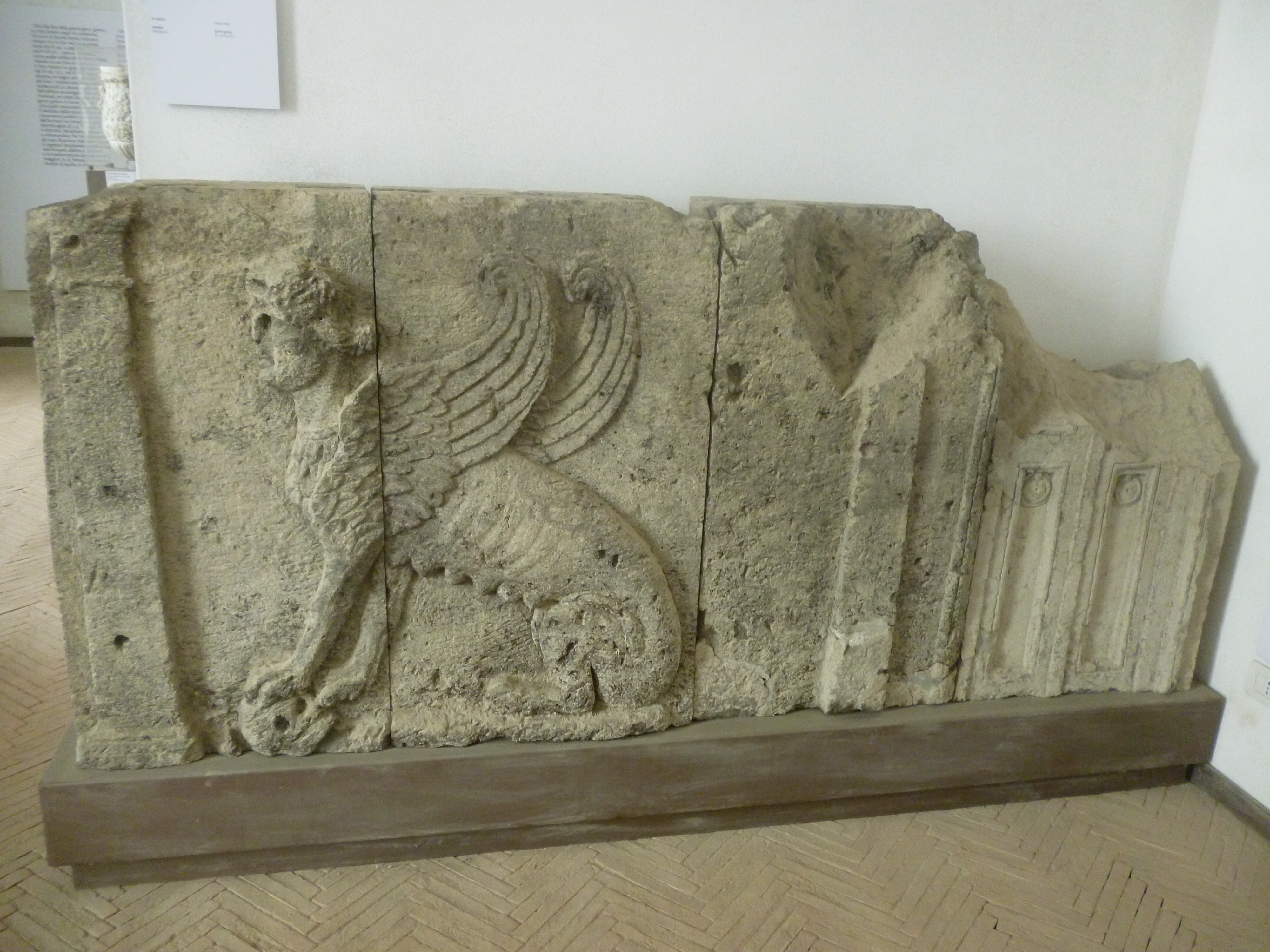
Museo Arqueológico de los Campos Flegreos.
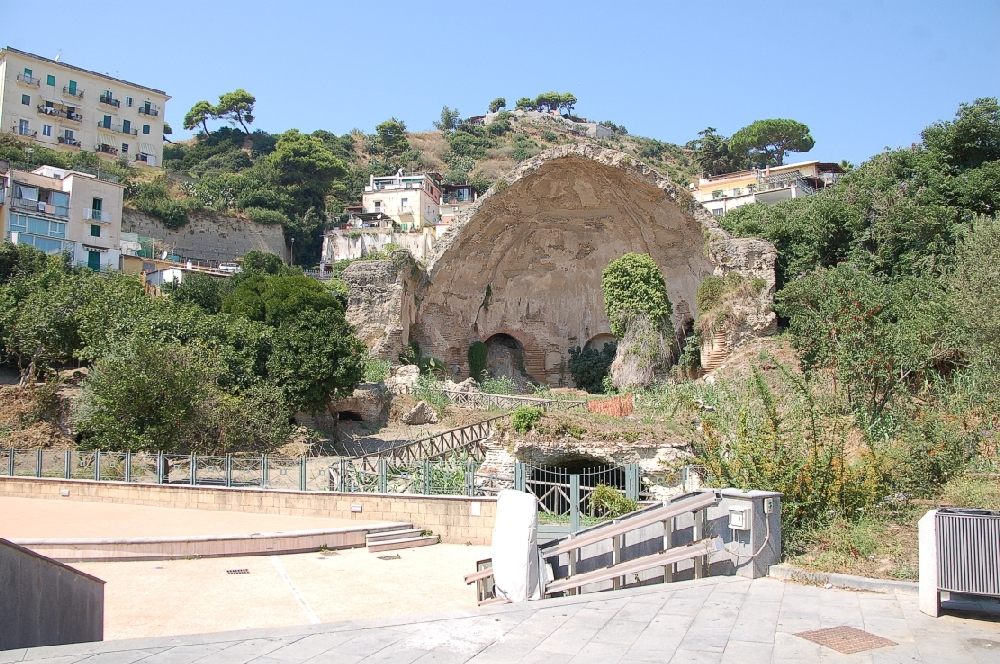
Termas.
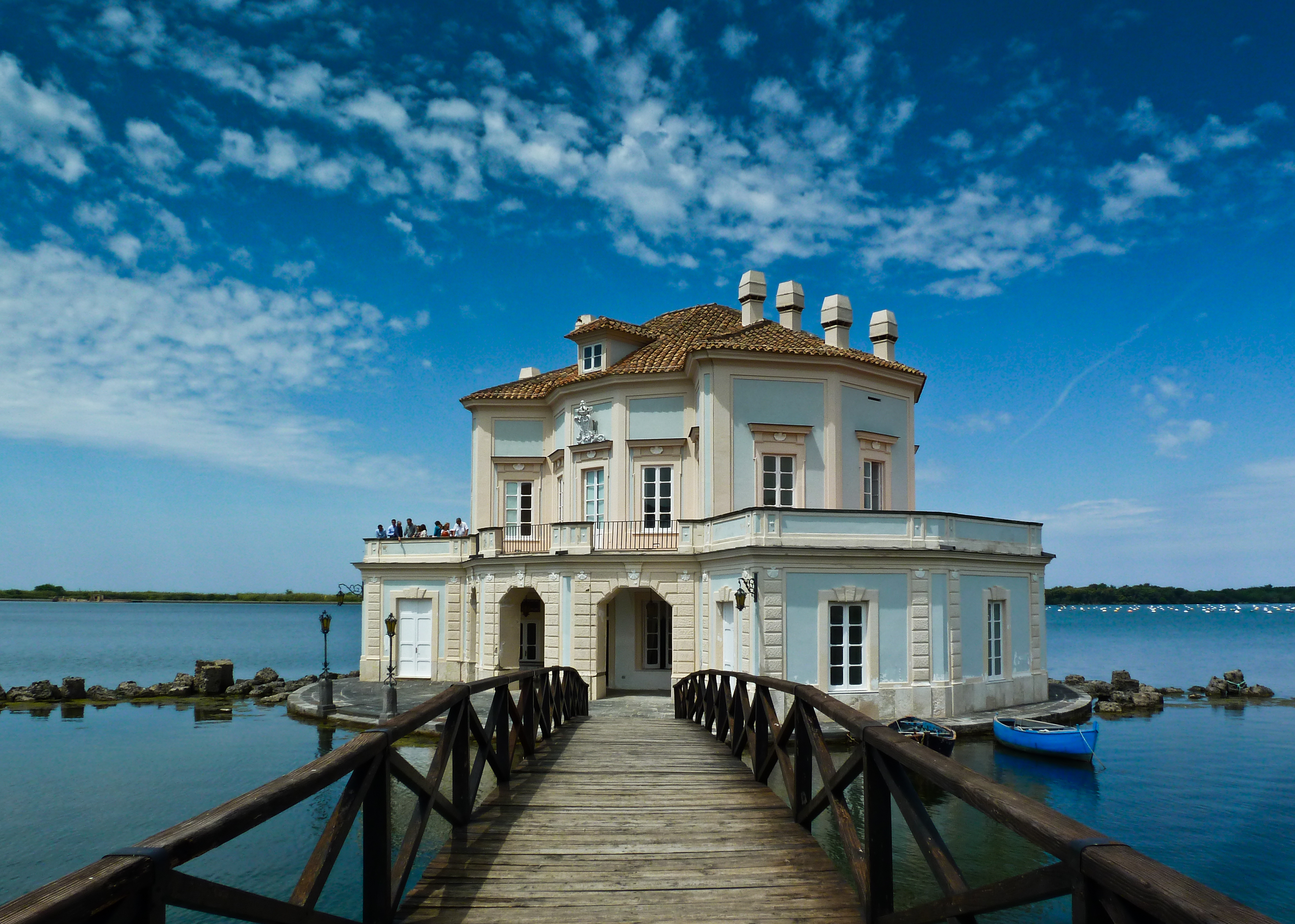
Casina vanvitelliana en el Lago Fusaro.
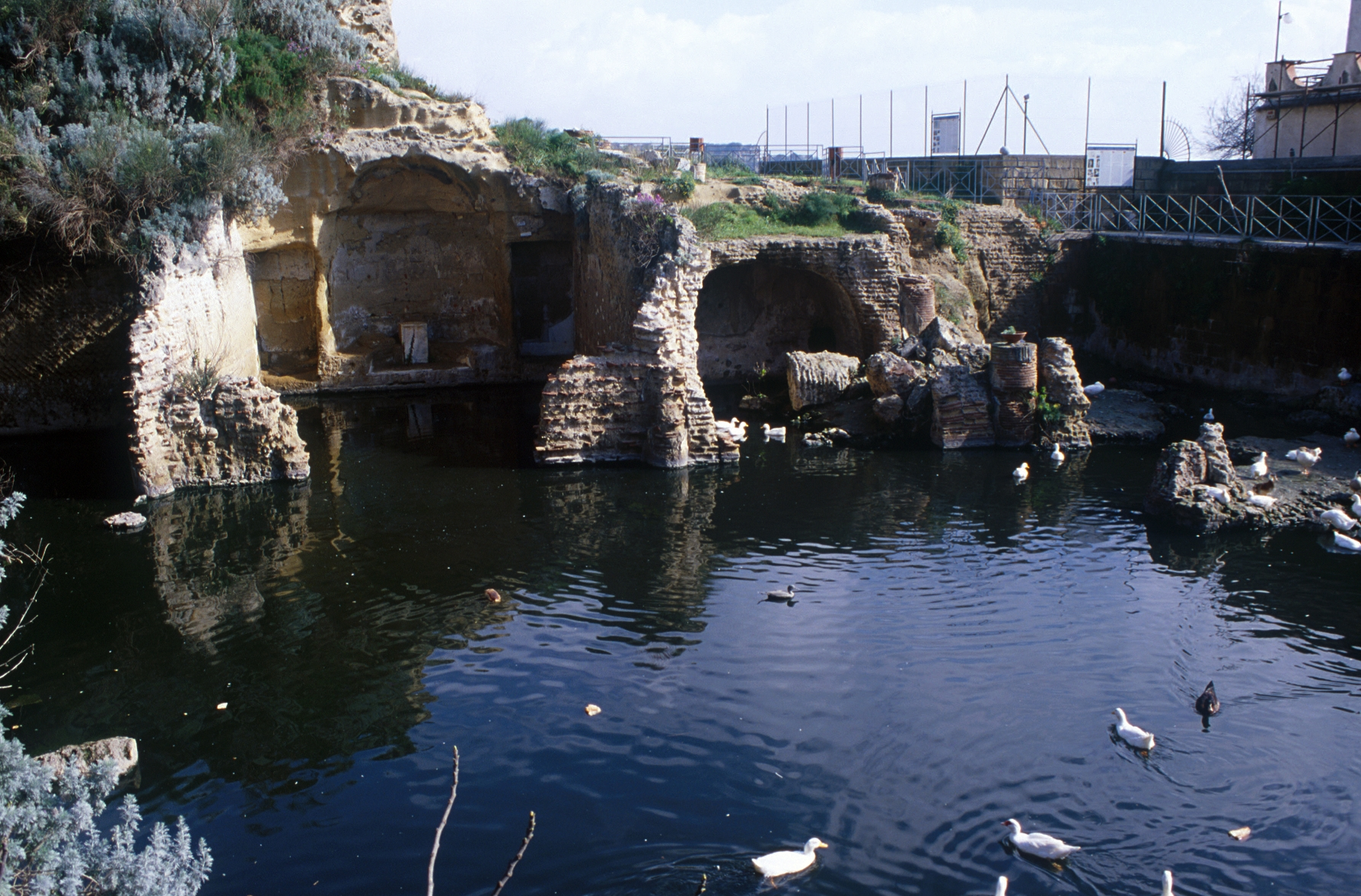
Sacelio de los Augustali.
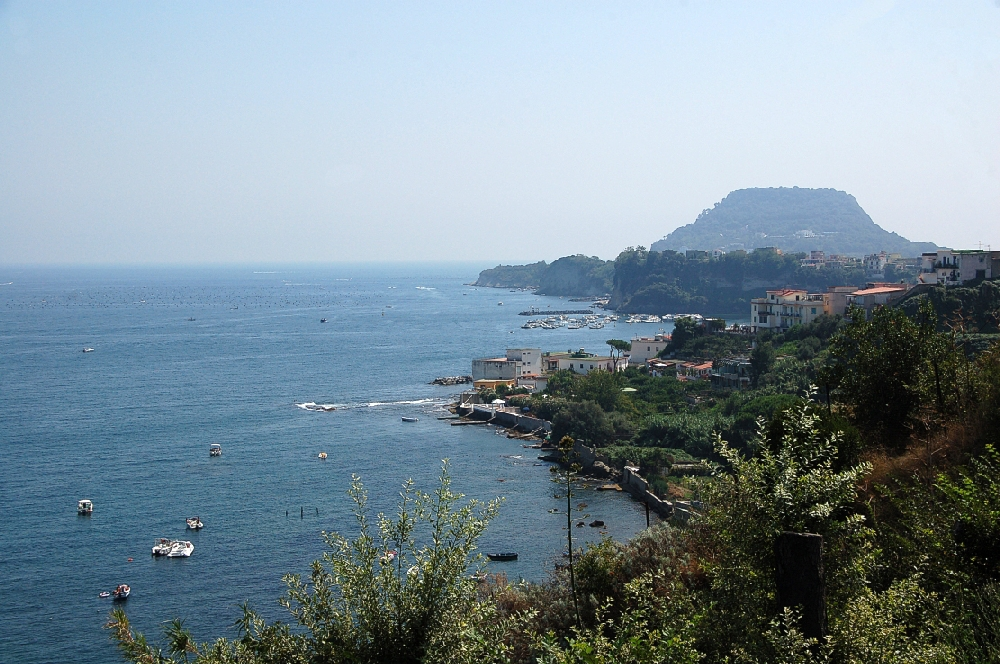
Panorama con el Cabo Miseno al fondo.
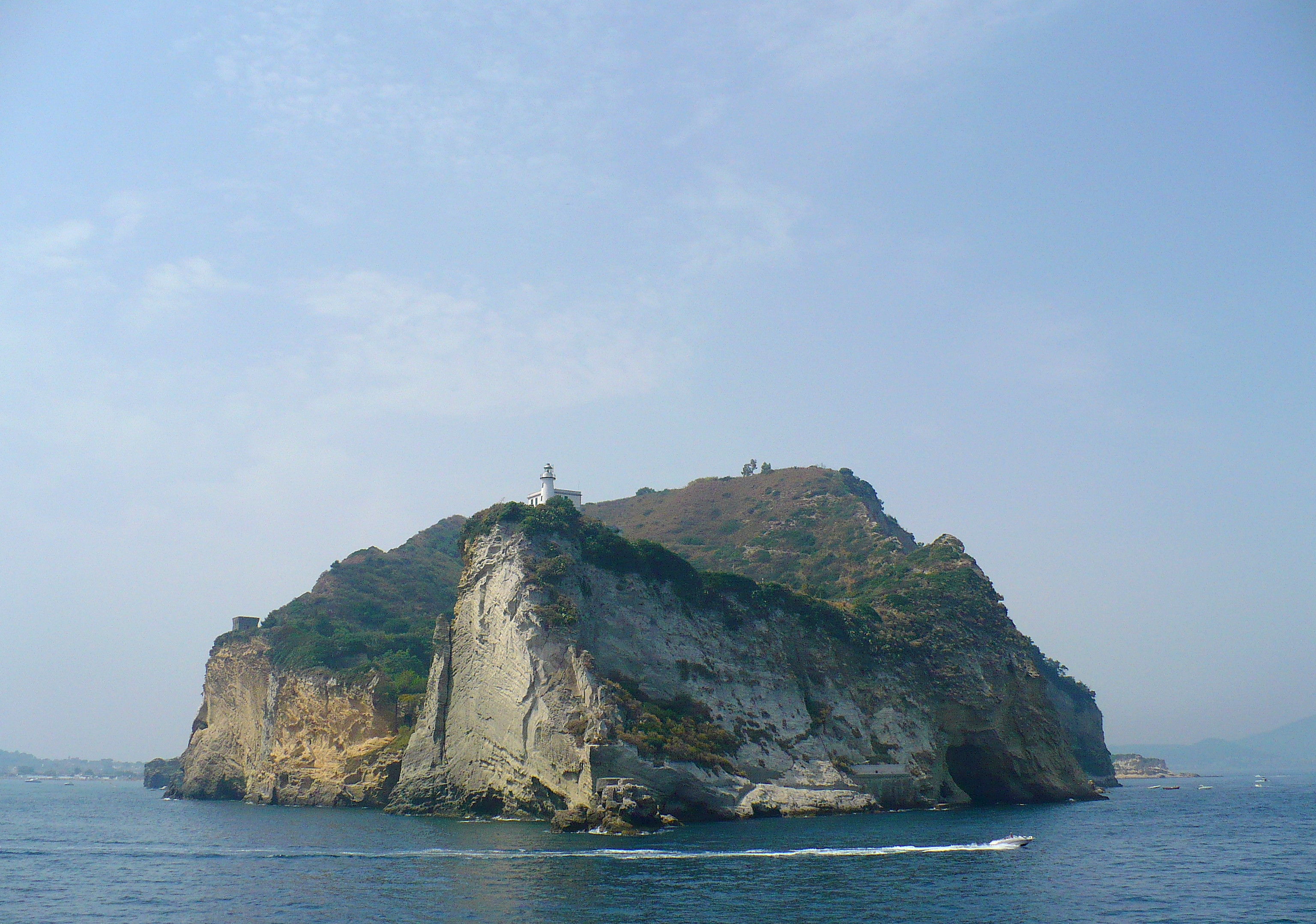
Cabo Miseno.
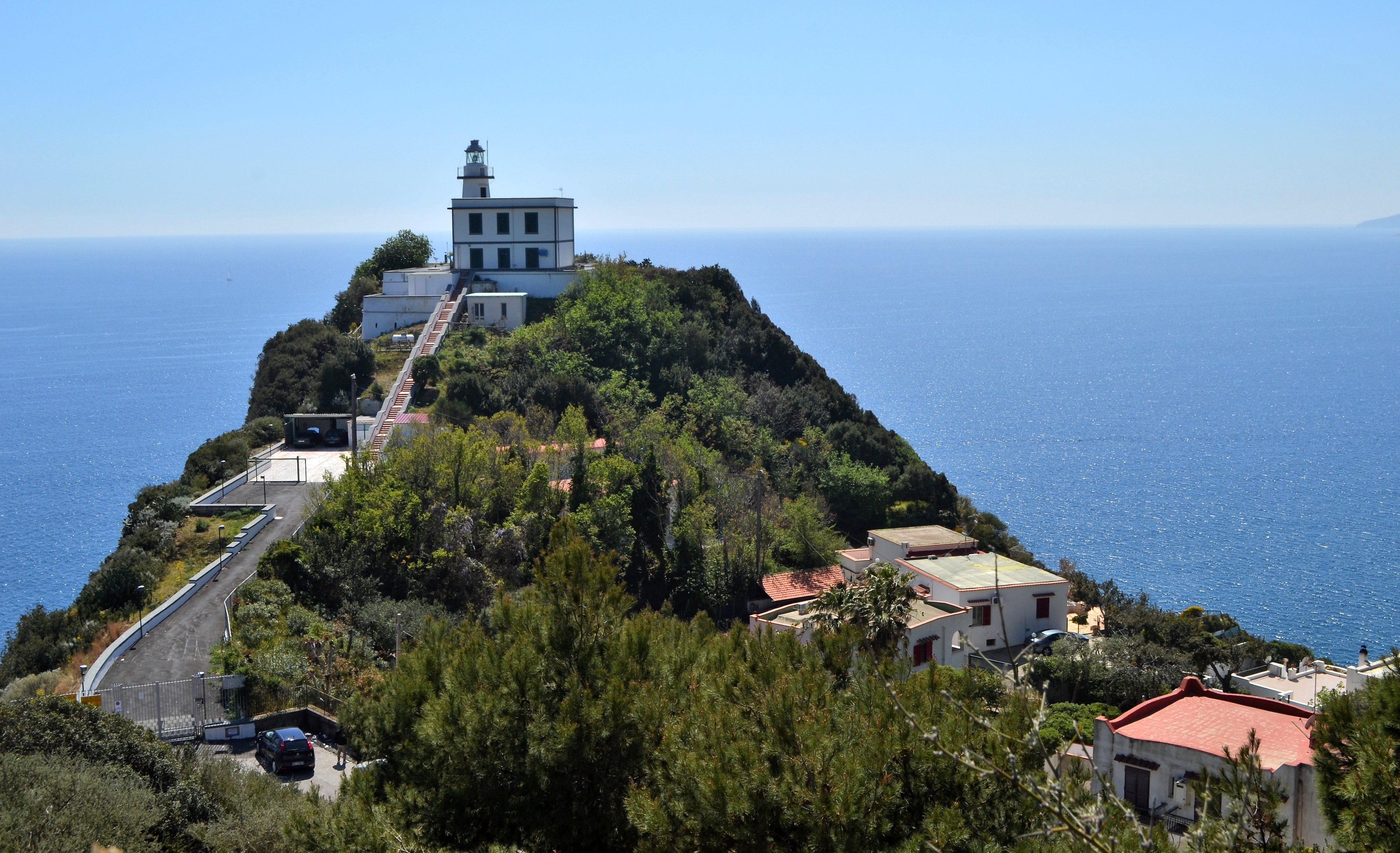
El faro de Cabo Miseno.
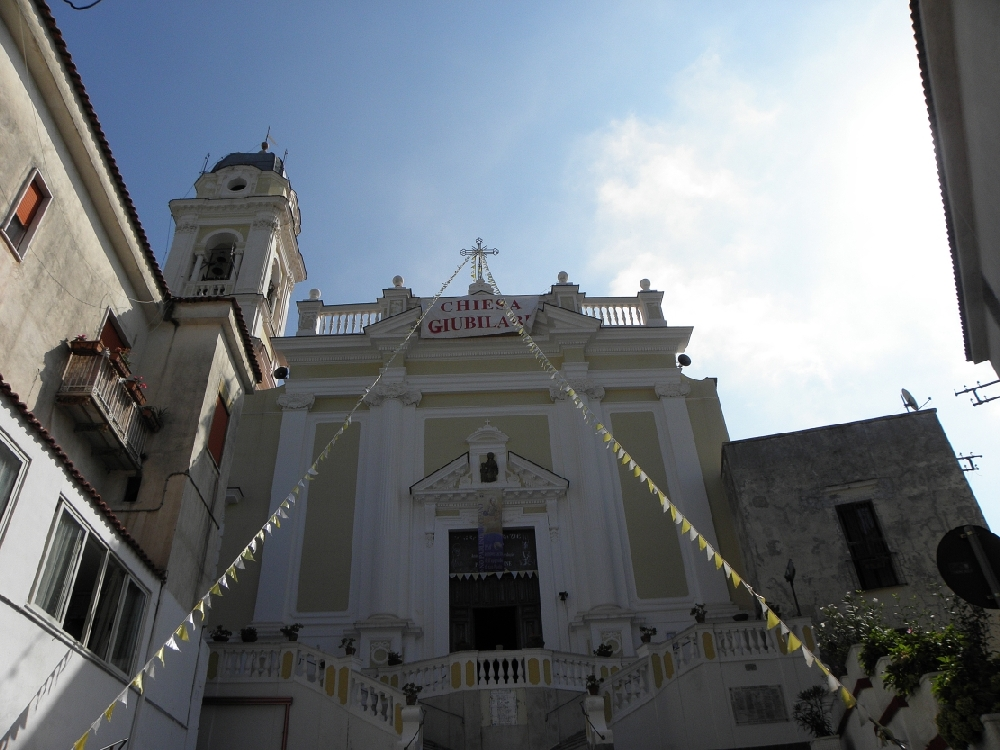
Iglesia de Santa Ana.
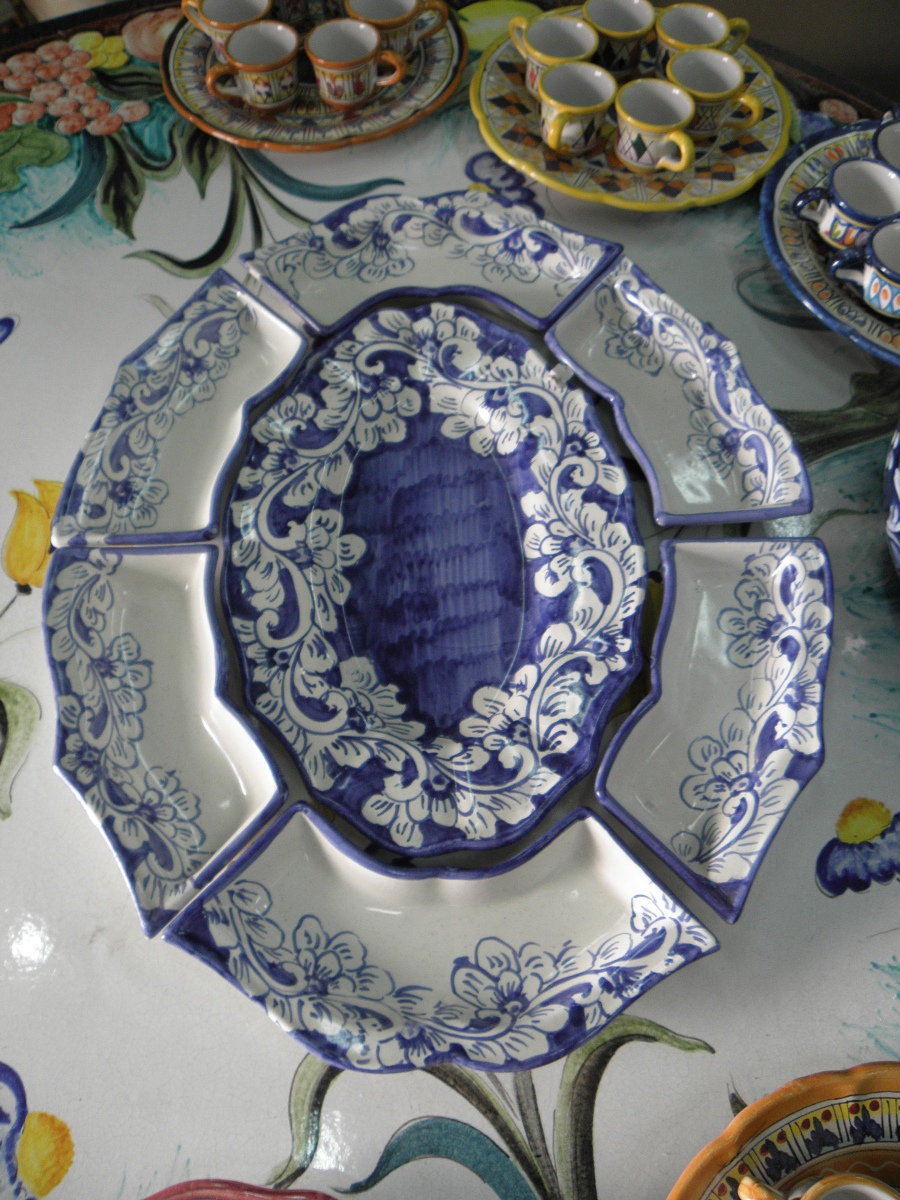
Cerámicas tradicionales.

## Demografía
| Gráfica de evolución demográfica de Bacoli entre 1861 y 2011 |
|                                                              |
| Fuente ISTAT - elaboración gráfica de Wikipedia              |